# Enrique Corcuera Garcia Y Pimentel
Enrique Corcuera García y Pimentel (México, 1915–1999) fue un empresario y deportista amateur mexicano, reconocido como el inventor del pádel, deporte concebido en 1969 en su residencia de Acapulco, Guerrero. Proveniente de linajes aristocráticos y latifundistas del México porfirista, también fue anfitrión de figuras internacionales de la élite política y cultural. En 2022, el Senado de la República Mexicana lo reconoció oficialmente como creador del deporte.

## Biografía

### Origen y linaje familiar
Nacido en 1915, fue hijo de Enrique Corcuera y Palomar, miembro de una familia aristocrática con raíces en Guadalajara y Ciudad de México, y de Guadalupe García Pimentel y Elguero, hija de Luis García Pimentel, prominente hacendado del estado de Morelos durante el Porfiriato.
Luis García Pimentel fue propietario de las haciendas Santa Clara Montefalco y Santa Ana Tenango, que en conjunto superaban las 68,000 hectáreas. Estas fincas fueron pioneras en la aplicación de tecnología agrícola moderna: ferrocarriles internos, canalización de riego y sistemas electrificados de producción de caña de azúcar.

### Invención del pádel
En 1969, Enrique Corcuera diseñó y construyó en su residencia privada en Las Brisas, Acapulco, una cancha cerrada con muros y mallas metálicas. La intención original era adaptar el tenis a un espacio reducido, pero el resultado fue el nacimiento de un deporte nuevo, con reglas propias: el pádel.
El juego se desarrollaba con palas sólidas, permitía rebotes contra las paredes, y fomentaba un estilo más táctico y social. El primer reglamento oficial fue redactado por el propio Corcuera. Su amigo, el aristócrata Alfonso de Hohenlohe-Langenburg, llevó el deporte a España, donde se construyó la primera cancha europea en el Club Marbella, marcando el inicio de su expansión internacional.

### Vida social e influencia internacional
Durante la segunda mitad del siglo XX, Corcuera fue reconocido como un anfitrión destacado dentro de los círculos sociales más influyentes de México. Su casa en Acapulco recibió a numerosas figuras internacionales, incluyendo:
- El príncipe Alfonso de Hohenlohe
- Miembros de la realeza española y casas nobles europeas
- El exsecretario de Estado estadounidense Henry Kissinger
- El cantante Frank Sinatra

Este entorno social fue fundamental para la difusión inicial del pádel entre las élites internacionales.

### Reconocimiento oficial
En 2022, el Senado de la República Mexicana otorgó un reconocimiento póstumo a Enrique Corcuera y uno en vida a su esposa, Viviana Corcuera, por la creación y promoción del pádel. Durante la ceremonia se destacó el impacto cultural y deportivo de su legado.

## Legado
Actualmente, el pádel es practicado en más de 90 países, con ligas profesionales como el World Padel Tour y Premier Padel, y millones de jugadores recreativos y competitivos. Es considerado uno de los deportes de más rápido crecimiento global, particularmente en Europa y América Latina.